# Анкафия
Анка́фия (лат. Ancathia) — монотипный род двудольных растений семейства Астровые (Asteraceae), включающий вид Анкафия о́гненная (лат. Ancathia igniaria (Spreng.) DC.).
Единственный вид рода был первоначально описан немецким ботаником Куртом Шпренгелем под названием Cirsium igniarium Spreng.basionym; в 1833 году вид был перенесён Огюстеном Пирамом Декандолем в состав отдельного рода Ancathia.

## Распространение
Единственный вид известен из Казахстана, Китая, Монголии и России.

## Общая характеристика
Многолетние травянистые растения.
Стебли как правило неразветвлённые.
Стеблевые листья линейно-ланцетной или линейной формы, цельные.
Соцветий-корзинок 1—2 на растении; обвёртка колокольчатая.
Плод — сжатая узкоэллипсоидная семянка с придатком-паппусом.